# 仲田守
仲田 守（なかた まもる、1953年 - ）は、日本のサクソフォーン奏者、編曲家。岡山県出身。元・東京佼成ウインドオーケストラ団員。日本管楽合奏指揮者会議代表。

## 人物・来歴
東京藝術大学卒業、同大学院修了。1978年に東京佼成ウインドオーケストラに入団し、2015年に定年で退団した。現在は、吹奏楽編成への編曲や、指揮者・音楽監督として 各地の吹奏楽団の指導も行っている。

## CD

### 編曲作品集
- LIVE.LIKE.LIFE!/ミューズ・フェスティバル・ウィンド・オーケストラ（ブレーンミュージック）
- LIVE.LIKE.LIFE!Ⅱ「ローマの祭」（ブレーンミュージック）
- LIVE.LIKE.LIFE!Ⅲ（ブレーンミュージック）